# Isaloides
Isaloides là một chi nhện trong họ Thomisidae.